# Galatea Quartett
Das Galatea Quartett ist ein schweizerisches Streichquartett aus Zürich. Es bestand seit seiner Gründung 2005 aus Yuka Tsuboi und Sarah Kilchenmann (Violinen), David Schneebeli (Viola) und Julien Kilchenmann (Violoncello), seit Mitte 2013 ist Hugo Bollschweiler Violist. Bereits nach kurzer Zeit errang das Quartett mehrere Wettbewerbs-Erfolge am Concours de Genève 2006, am Migros-Kammermusikwettbewerb in Zürich und am Internationalen Kammermusikwettbewerb in Osaka. Mehrere Radioaufnahmen bei DRS2 und Espace 2.
Seitdem entwickelte das Quartett eine rege Konzerttätigkeit mit Tournéen u. a. in Polen, Albanien, Italien, Spanien, Japan, Ägypten oder Indien und an zahlreichen Festivals (Tonhalle Zürich, Concertgebouw Amsterdam, Società del Quartetto Milano, Pablo Casals, Sion, Murten Classics, EuroArt Prag, Orlando Festival u. a.), dazu zahlreiche Radio-, Fernseh- und Filmaufnahmen.
Mittlerweile gilt das Ensemble als eines der führenden jungen Streichquartette der Schweiz.
Musikalische Impulse erhielten die Musiker als Stipendiaten der European Chamber Music Academy (ECMA) mit Persönlichkeiten wie Hatto Beyerle (Alban Berg Quartett), Christoph Richter, Erich Höbarth oder Johannes Meissl, und durch die Arbeit mit Stephan Goerner (Carmina Quartett) oder dem Artemis Quartett in Berlin. Das Galatea Quartett tritt auch regelmässig mit Musikern auf wie Shirley Brill, Daniel Zisman, Fabio di Càsola, Noëmi Nadelmann, Admir Doci, Gilles Vonsattel u. a.) und erkundet auch Bereiche, die das klassische Quartett-Repertoire überschreiten. So entstanden z. B. Projekte mit Jon Lord (Deep Purple), der chinesischen Sängerin Gong Linna oder dem Schriftsteller Urs Faes. Ausserdem wirken sie im Theater Rigiblick am Projekt To the Dark Side of the Moon mit, das das von Daniel Fueter für Streichquartett umarrangierte Konzeptalbum The Dark Side of the Moon von Pink Floyd mit einem Text von Ray Bradbury vereint. Am 7. Oktober 2011 erschien ihr Debüt-Album Bloch: Landscapes-Works for String Quartet bei Sony Classics mit Werken des schweizerisch-amerikanischen Komponisten Ernest Bloch.